# Cratere Cross
Cross  è un cratere sulla superficie di Marte.